# Pizzo dei Tre Signori
Pizzo Tre Signori to szczyt w Alpach Bergamskich, w północnych Włoszech. 
Leonardo da Vinci przedstawia Pizzo dei Tre Signori w Kodeks Windsor (Karta 12410) oraz Górę Due Mani w tle, które są podobne w formie również na kartach Kodeks Resta Leonarda da Vinci.
Nazwa wywodzi się od historycznej granicy, którą wyznaczał szczyt. Spotykały się tu granice Księstwa Mediolanu, Republiki Weneckiej i szwajcarskiego kantonu Grzyonii.